# Barnsdall
Barnsdall és una ciutat dels Estats Units a l'estat d'Oklahoma. Segons el cens del 2000 tenia 1.325 habitants.

## Demografia
Segons el cens del 2000, Barnsdall tenia 1.325 habitants, 542 habitatges, i 357 famílies. La densitat de població era de 852,6 habitants per km².
Dels 542 habitatges en un 28,4% hi vivien nens de menys de 18 anys, en un 53,7% hi vivien parelles casades, en un 9% dones solteres, i en un 34,1% no eren unitats familiars. En el 31,7% dels habitatges hi vivien persones soles el 16,6% de les quals corresponia a persones de 65 anys o més que vivien soles. El nombre mitjà de persones vivint en cada habitatge era de 2,38 i el nombre mitjà de persones que vivien en cada família era de 3.
Per edats la població es repartia de la següent manera: un 24,5% tenia menys de 18 anys, un 8,4% entre 18 i 24, un 24,6% entre 25 i 44, un 22,8% de 45 a 60 i un 19,8% 65 anys o més.
L'edat mediana era de 40 anys. Per cada 100 dones de 18 o més anys hi havia 80,4 homes.
La renda mediana per habitatge era de 25.598 $ i la renda mediana per família de 34.934 $. Els homes tenien una renda mediana de 31.731 $ mentre que les dones 18.472 $. La renda per capita de la població era de 13.435 $. Entorn del 8% de les famílies i l'11% de la població estaven per davall del llindar de pobresa.

## Poblacions més properes
El següent diagrama mostra les poblacions més properes.